# Júnior Maranhão (Fußballspieler, 1977)
Francisco Pereira da Costa Júnior (* 17. Juni 1977 in Colinas), auch bekannt als Júnior Maranhão, ist ein ehemaliger brasilianischer Fußballspieler.

## Karriere
Maranhão spielte in seiner brasilianischen Heimat für den Figueirense FC, CS Sergipe und Ituano FC. 2004 wechselte er zum spanischen Real Madrid Castilla. 2005 kehrte er nach Brasilien zurück und unterschrieb einen Vertrag bei Uniclinic. Danach spielte er bei Santa Cruz FC. 2005 wurde er mit dem Verein Vizemeister der zweiten Liga und stieg in die erste Liga auf. 2007 wechselte er zum japanischen Ōita Trinita. Sommer 2007 kehrte er nach Brasilien zurück und unterschrieb einen Vertrag bei Sport Recife. 2008 gewann er mit dem Verein den Copa do Brasil. Danach spielte er bei Mirassol FC, Salgueiro AC und Marília AC.

## Erfolge
Sport Recife
- Brasilianischer Pokalsieger: 2008